# NGC 3115
NGC 3115 é uma galáxia espiral localizada entre vinte e trinta milhões de anos-luz de distância na direção da constelação do Sextante. Possui uma magnitude aparente de 9,1, uma declinação de -07º 43' 09" e uma ascensão reta de 10 horas, 05 minutos e 14,1 segundos.
A galáxia NGC 3115 foi descoberta em 22 de Fevereiro de 1787 por William Herschel. É nesta galáxia em que se encontra a supernova 1935B.